# Рексистичка партија
Рексистичка партија (вал. Parti rexiste) био је фашистички покрет активан у Белгији у првој половини 20. века. Иако своје корене вуче још од краја Првог светског рата, покрет је политички окупљен 1930. у Рексистичку партију коју је основао Леон Дегреле. Партија је у почетку заговарала конзервативне католичке вредности, али се с временом приближила нацизму; већина чланова, укључујући и самог Дегрелеа, је током окупације Белгије сарађивала с Немцима.
Назив покрета произлази из слогана Christus Rex (Христос Краљ) који означава заговарање католичких вредности и великог утицаја Цркве у организацији државе; у тадашњој Белгији су постојале и конзервативне новине назива Christus Rex за које је Дегрел радио док није покренуо сопствене Éditions de Rex. Осим истицања традиционалних католичких вредности, партија је заговарала укидање демократије, увођење корпоративистичке организације, елементе национализма, социјалну једнакост, али и жестоки антикомунизам. Коначни циљ политичког деловања требало је да буде успостављање клерофашистичке диктатуре у земљи.
Рексистичка партија је потпору имала претежно у франкофоном, валонском делу Белгије, док је међу Фламанцима била популарнија Фламанска национална унија. На изборима 1936. рексисти су добили 21 место у Сенату и 12 места у Представничком дому, док су три године касније имали само по четири места.
Након успона НСДАП-а у Немачкој, странка је почела да своје идеје прилагођава нацистичкима усвајајући антисемитизам и секуларне ставове. Од Немаца су добијали и финансијску помоћ, али истодобно су слабиле везе са Црквом, углавном због незадовољства бискупа новом политиком. Након немачке инвазије на Белгију 1940. године један део рексиста се укључио у покрет отпора незадовољан нацистичком антиклерикалном и антисемитском политиком, но већина је сарађивала с окупатором којег је видела као савезника у борби против комунизма. У уској вези с рексизмом биле су и белгијске СС-формације Wallonien и Langemarck које су почетком Операције Барбароса послале 25.000 и 15.000 добровољаца на Источни фронт.
По ослобођењу Белгије септембра 1944. године, деловање Рексистичке партије је забрањено, а већина њених чланова је затворена или погубљена због сарадње с окупатором. Дегреле је успео да се склони у Франкову Шпанију, док је у Белгији осуђен на смрт у одсуству.

## Литетатура
- Baland Lionel, Léon Degrelle et la presse rexiste, Paris, Éditions Déterna. 2009.  978-2-913044-86-9.
- Streel José, La révolution du XXème siècle (réédition du livre paru en 1942 à la NSE à Bruxelles), préface de Lionel Baland, Déterna, Paris, 2010.